# Åpen framtid
Åpen framtid è un film del 1983 diretto da Petter Vennerød e Svend Wam.
Si tratta del primo film di una trilogia realizzata dai due registi con storie non collegate tra loro.

## Trama
Anni '60. Il sedicenne Pål è sempre più inseparabile dai suoi amici, inizia ad abbandonare la scuola e inizia a sperimentare il sesso, la droga e l'alcol.